# Jeffrey Williams
Jeffrey Nels Williams (nascut el 18 de gener de 1958) és un oficial retirat de l'Exèrcit dels Estats Units i astronauta de la NASA que ha estat en tres vols espacials.